# One-Punch Man: A Hero Nobody Knows
One-Punch Man: A Hero Nobody Knows – gra komputerowa z gatunku bijatyk opracowana przez Spike Chunsoft i wydana przez Bandai Namco Entertainment 28 lutego 2020 na platformach PlayStation 4, Windows i Xbox One. Gra oparta jest na mandze One-Punch Man.

## Rozgrywka
One-Punch Man: A Hero Nobody Knows to trójwymiarowa bijatyka, w której jeden lub dwóch graczy walczy, używając drużyn składających się z trzech postaci. Główny bohater, Saitama, jest niewrażliwy na ataki innych bohaterów i może pokonać przeciwników jednym ciosem. Jednak jeśli gracz wybierze go do swojej drużyny, Saitama pojawi się na polu walki z opóźnieniem. W związku z tym gracz musi przetrwać walkę, korzystając z pozostałych dwóch postaci, dopóki Saitama nie przybędzie. Dostępna jest także alternatywna wersja Saitamy, pozbawiona tych cech, zwana „Dream Version”.

### Postacie
- Atomic Samurai
- Boros
- Carnage Kabuto
- Child Emperor
- Crablante
- Custom Hero
- Deep Sea King
- Garou (DLC)
- Genos
- Handsome Kamen Amai Mask
- Hellish Blizzard
- „Lightning Max” Max (DLC)
- Melzargard
- Metal Bat
- Metal Knight
- Mosquito Girl
- Mumen Rider
- Puri-Puri Prisoner
- Saitama
- Saitama (Dream Version)
- Silverfang
- „Snakebite” Snek
- Speed-o'-Sound Sonic
- Spring Mustachio
- Stinger
- Suiryu (DLC)
- Tank-Top Blackhole
- Tank-Top Master
- Tank-Top Tiger
- „Terrible Tornado” Tatsumaki
- Vaccine Man
- Watchdog Man (DLC)

## Produkcja
Gra została opracowana przez Spike Chunsoft i oparta jest na mandze One-Punch Man autorstwa ONE. Produkcja została zapowiedziana 25 czerwca 2019, a jej premiera miała miejsce 27 lutego 2020 w Japonii na konsolach PlayStation 4 i Xbox One. Dzień później gra trafiła na rynek globalny, debiutując na platformach PlayStation 4, Windows i Xbox One.
20 lipca 2021 Bandai Namco ogłosiło, że wszystkie serwery online zostaną zamknięte do 2022 roku.

## Odbiór
Gra otrzymała mieszane recenzje od krytyków, jednak została nominowana do The Game Awards 2020 w kategorii najlepszej bijatyki. Chwalono tryb fabularny, jednak rozgrywkę i oprawę wizualną uznano za niedopracowane i zbyt uproszczone. Recenzenci mieli podzielone opinie na temat mechaniki związanej z niezwyciężonością Saitamy – niektórzy doceniali jej unikalność, podczas gdy inni uważali ją za fatalnie zaprojektowany element, który sprawiał, że wszystkie inne postacie były bezużyteczne, a tryb wieloosobowy stawał się całkowicie niezbalansowany, jeśli obaj gracze nie wybrali Saitamy.
Fizyczna wersja gry na PlayStation 4 była 18. najlepiej sprzedającą się grą w Japonii w tygodniu premiery, osiągając sprzedaż na poziomie około 4 500 egzemplarzy. W drugim tygodniu sprzedaży tytuł nie pojawił się już na cotygodniowej liście 30 najlepiej sprzedających się gier według magazynu Famitsū.